# Discocerina flavipes
Discocerina flavipes är en tvåvingeart som beskrevs av Cresson 1941. Discocerina flavipes ingår i släktet Discocerina och familjen vattenflugor. Inga underarter finns listade i Catalogue of Life.